# Нанолуковица
Нанолуковица или луковичная форма углерода (англ. nano-onion или nested nanoparticle) — наноразмерная углеродная структура, образованная вложенными друг в друга углеродными сферами. 

## Описание
При нагреве детонационного наноалмаза в инертной атмосфере (азот, гелий) или в вакууме до 900oС происходит выделение газа сложного состава, содержащего в основном CO2, N2 и CH4. При более высокой температуре начинается графитизация наноалмаза — переход наноалмаза в графит, как правило, также наноразмерный (так называемый нанографит). Промежуточной стадией в этом процессе является луковичная форма углерода. Наноалмазы перестраивают свою структуру, образуя вложенные друг в друга углеродные сферы — наноматрёшку — углеродную луковку, или многослойный фуллерен. В свою очередь эта луковичная форма углерода под действием электронного луча может снова перестроиться в наноалмаз. В присутствии массивной каталитической фазы (например, графита) и без воздействия электронного луча углеродные луковицы со временем деформируются и разрушаются. 
Возможность формирования замкнутых проводящих слоёв луковичного углерода на поверхности 4–5 нм частиц наноалмаза в процессе термического или электронно-лучевого отжига открывает перспективы создания электронных структур с квантовыми точками, пригодных для коммутации электрических сигналов, детектирования и генерации электромагнитного излучения.